# ドミトリー・コントリン
ドミトリー・アレクセーヴィチ・コントリン（ロシア語: Дмитрий Алексеевич Конторин、1900年5月27日 - 1938年2月10日）は、ロシア社会主義連邦ソビエト共和国の政治家。

## 生涯
1900年5月27日（ユリウス暦15日）、ロシア帝国ウラジーミル県モシュニノ (ru) で生まれた。アレクサンドロフ貿易学校を卒業してアルハンゲリスク林業工学学院へと進み、1918年からボリシェヴィキとなる。アレクサンドロフ郵便・電信局で電気技師として働いていたが、1918年から翌1919年までウラジーミル県のチェーカーでも活動。同年から1923年まで赤軍に従軍した。
ウラジーミル県で1923年から翌1924年までロシア・コムソモール (ru)・アレクサンドロフ郡 (ru) 委員会責任書記、1924年から翌1925年までボリシェヴィキ・ペレスラヴリ・ザレスキー郡 (ru) 委組織部長、1925年から翌1926年まで同郡委責任書記、1926年から翌1927年までヴャズニキ郡 (ru) 委責任書記を歴任。1928年から翌1929年まで全連邦共産党アルハンゲリスク県委組織部副部長および教官となる。1929年からは党でアルハンゲリスク郡 (ru) 市委責任書記、北部地方委組織・流通部副部長および農村業務部部長でもあった。
1930年から翌1931年まで北部地方委組織・指導部部長、同年から翌1932年1月まで第三書記、同月から1937年2月5日まで第二書記、同日から9月まで第一書記、同月から11月5日までアルハンゲリスク州委第一書記を務める。しかし11月3日に逮捕され、翌1938年2月10日に処刑された。その後、1956年に名誉回復がなされた。